# Gillo Pontecorvo
Gillo Pontecorvo (Pisa, 19 de novembre de 1919 - Roma, 12 d'octubre de 2006) fou un actor i director de cinema italià, conegut per pel·lícules com La Battaglia di Algeri (La Batalla d'Alger) i per la recreació de l'assassinat de Luis Carrero Blanco per ETA a Operación Ogro.
D'origen jueu, va ser un militant compromès amb la causa antifeixista des de la seva joventut. Germà del conegut físic Bruno Pontecorvo, va abandonar la Universitat de Pisa on només va realitzar dos exàmens de química; en un principi tenia intenció de ser director d'orquestra, un desig que va mantenir tota la vida tot i que no aconseguiria realitzar, a conseqüència de les lleis racials italianes promulgades pel règim de Mussolini fuig amb el seu germà Bruno a París, on freqüenta els cercles d'exiliats polítics italians i el món cultural parisenc de l'època, fent amistat entre d'altres amb Picasso, Stravinski i Sartre. Des de la capital francesa fa el corresponsal per algunes revistes i es manté participant a torneig de tennis una altra seva gran passió. Durant aquest període té la seva primera experiència cinematogràfica col·laborant com ajudant de Yves Allegrét. Va ingressar al Partit Comunista Italià l'any 1941, unint-se a la resistència italiana el 1943 fins al final de la Segona Guerra Mundial. Després de la invasió soviètica d'Hongria, conjuntament amb un ample grup d'intel·lectuals de l'esquerra italiana va abandonar el partit comunista, però continua amb el seu compromís social i polític amb els més desfavorits del planeta.
Fou nominat als Oscars de 1969 en l'apartat de millor director i el mateix any guanyà el lleó d'or al Festival Internacional de Cinema de Venècia per La battaglia di Algeri. El 2000, rebé el premi Pietro Bianchi al Festival de Cinema de Venècia.
Va ser editor de la Mostra de Venècia el 1992, abans d'esdevenir-ne el seu director el 1996. Marcarà immediatament l'organització del festival amb la seva personalitat i per definir una política clara, amb tres prioritats: en principi fer de la ciutat lacustre la capital dels cineastes; tornar al Lido de Venècia els grans realitzadors i les estrelles del cinema; i finalment dinamitzar la zona del Palau del cinema rejovenint la programació.
Gràcies a una llarga i destacable sèrie d'innovacions i de manifestacions, la Mostra sembla trobar una nova vida. En el transcurs del seu mandat, va aconseguir portar la seva «missió» a terme. Venècia acull nombrosos congressos entre els quals l'Audiència dels autors (1993) i l'UMAC (Unió mundial dels autors de cinema), nascuda de la fusió del AAIC i de l'ANAC.

## Filmografia

### Com a director
- Firenze, il nostro domani (2003)
- Un Altro mondo e possibile (2001)
- I Corti italiani (1997) (curt "Nostalgia di protezione")
- Nostalgia di protezione (1997)
- Danza della fata confetto (1996)
- 12 registi per 12 citta (1989) (curt "Udine")
- L'addio a Enrico Berlinguer (1984)
- Operación Ogro (1979)
- Queimada (1969)
- La Battaglia di Algeri (1966)
- Paras (1963)
- Kapò (1959)
- Pane e zolfo (1959)
- La Grande strada azzurra (1957)
- Cani dietro le sbarre (1955)
- Giovanna (1955)
- Festa a Castelluccio (1954)
- Porta Portese (1954)
- Missione Timiriazev (1953)

### Com a ajudant de direcció
- I miracoli non si ripetono (Les miracles n'ont lieu qu'une fois), direcció de Yves Allégret (1951)
- Le infedeli, direcció de Mario Monicelli i Steno (1953)
- Storia di Caterina, episodi de L'amore in città, direcció de Francesco Maselli (1953)
- Totò e Carolina, direcció de Mario Monicelli (1955)

### Com a actor
- Il sole sorge ancora, direcció de Aldo Vergano (1946)
- La grande strada azzurra, direcció de Gillo Pontecorvo (1957)
- The Stupids, direcció de John Landis (1996)
- Un controtipo - appunti su Gillo Pontecorvo, direcció de Hendrick Wijmans (2005)